# Catedral da Santíssima Trindade (Gana)
Catedral de Santíssima Trindade (em inglês: Holy Trinity Cathedral) é uma igreja anglicana localizado em Accra, Gana.